# Neoprocirrus
Neoprocirrus – rodzaj chrząszczy z rodziny kusakowatych i podrodziny żarlinków. Obejmuje dwa opisane gatunki. Zamieszkują Jawę, Sumatrę i Borneo.

## Morfologia
Chrząszcze o mocno wydłużonym ciele.
Głowa jest nieco szersza niż dłuższa, za oczami z brzegami bocznymi zaokrąglonymi i zbieżnymi ku przeciętnie rozwiniętym kątom tylnym, o tylnej krawędzi wyciętej przy szyi i zaopatrzonej w listewkę po bokach. Wierzch głowy jest pokryty siateczkowatym punktowaniem, zaopatrzony w poprzeczną listewkę międzyczułkową. Skronie są tak długie jak oczy. Czułki nie mają pędzla kolcowatych szczecinek na mocno wydłużonym ostatnim członie. Na spodzie głowy znajdują się bruzdy podoczne. Aparat gębowy cechuje się dwuzębną lub bezzębną przednią krawędzią wargi górnej, rozdwojonym wierzchołkiem ząbka na żuwaczkach oraz niesymetrycznie wrzecionowatym lub toporowatym ostatnim członem głaszczków szczękowych. Szyja jest o połowę węższa niż głowa za oczami.
Dłuższe niż szersze, w zarysie trapezowate, najszersze przy przednim brzegu przedplecze ma krawędzi boczne stopniowo zakrzywione i zbieżne ku nasadzie, a powierzchnię gęsto pokrytą grubymi, siateczkowatymi punktami z wyjątkiem niepunktowanego, wąskiego, pośrodkowego pasma wzdłuż niemal całej długości. Listewka krawędziowa przedplecza wykształcona jest słabo. Na tarczce wyrastają nieliczne szczecinki. Krótsze od przedplecza pokrywy mają wykształcone kąty barkowe oraz szereg szczecinek na tylnej krawędzi. Hypomery są gęsto punktowane, a płaty za biodrami przedniej pary pozbawione listewki poprzecznej. Na basisternum przedtułowia występuje przy biodrach pośrodkowe żeberko. Śródpiersie natomiast nie ma pośrodkowego żeberka. Odnóża przedniej pary mają człony stóp od pierwszego do czwartego nabrzmiałe, a człon piąty od spodu skąpo owłosiony.
Walcowaty, pozbawiony łuskowatej rzeźby odwłok ma trzeci segment o zlanych tergum i sternum oraz wykształconych listewkach paratergalnych, segment siódmy o sternum i tergum oddzielonych, dziewiąte tergum płytko i wąsko wcięte oraz zaopatrzone w krótkie i wąskie, dobrzusznie odgięte wyrostki boczno-wierzchołkowe, a dziesiąte tergum ścięte lub płytko zaokrąglone na szczycie.

## Ekologia i występowanie
Owady te bytują w ściółce i wśród mchów w górskich lasach. Spotykane są na rzędnych między 1200 a 1800 m n.p.m.
Rodzaj orientalny, znany z Jawy, Sumatry i Borneo.

## Taksonomia
Takson ten wprowadzony został w 1936 roku przez Malcolma Camerona. Autor zaliczył doń dwa gatunki:
- Neoprocirrus borneensis (Cameron, 1928)
- Neoprocirrus drescheri Cameron, 1936

Oba pozostają jedynymi znanymi przedstawicielami rodzaju. Cameron nie wybrał jednak w 1936 roku gatunku typowego, przez co nazwa rodzajowa początkowo była nieważna. Wyznaczenia Neoprocirrus drescheri typem nomenklatorycznym rodzaju dokonał dopiero w 1952 roku Richard E. Blackwelder, w związku z czym w świetle przepisów ICZN to jego podaje się jako autora nazwy rodzajowej.
Analizy filogenetyczne Lee Hermana z 2010 roku oraz Josha Jenkinsa Shawa i innych z 2020 roku wskazują na tworzenie przez Neoprocirrus, Procirrus i Paraprocirrus kladu, charakteryzującego się wydłużoną głową i wrzecionowatym ostatnim członem głaszczków szczękowych. Według wyników Hermana Neoprocirrus zajmuje w tym kladzie pozycję siostrzaną dla Paraprocirrus, zaś według wyników Shawa i innych pozycję bazalną w owym kladzie.